# Ihlea magalhanica
Ihlea magalhanica är en ryggsträngsdjursart som först beskrevs av Carl Apstein 1894.  Ihlea magalhanica ingår i släktet Ihlea och familjen bandsalper.
Artens utbredningsområde är Södra Ishavet. Inga underarter finns listade i Catalogue of Life.